# Més poderós que la vida
Més poderós que la vida (Bigger Than Life en el seu títol original en anglès) és una pel·lícula de l'any 1956 dirigit per Nicholas Ray i protagonitzada per James Mason i Walter Matthau.

## Argument
Casat i pare d'un fill, Ed Avery (James Mason) exerceix de mestre d'escola en una petita ciutat dels Estats Units. En patir molèsties i desmais, va al metge. Se li diagnostica una rara malaltia i se li dona un termini de vida no superior a l'any. Davant aquesta dramàtica situació, Avery adopta una actitud gens derrotista i decideix continuar amb la seua tasca docent. Però, castigat pels forts dolors, abusa de la cortisona. Pateix deliris, amenaça la seua família, ofèn la gent i, en una reunió escolar, es mostra molt violent.

## Context històric i artístic
Basant-se en un article de Berton Roueché publicat al The New Yorker, els guionistes van redactar una història molt interessant on es descriu el cúmul de patiments i adversitats que tenallen un corrent mestre d'escola. Aquell guió, corregit pel periodista Gavin Lambert i pel dramaturg Clifford Oddets en el transcurs del rodatge, fou realitzat de forma intensa i clarivident per Nicholas Ray, cineasta que va acceptar l'encàrrec a proposta de James Mason, productor i protagonista de la pel·lícula.
En la seua recreació del malalt addicte a la cortisona i desvariat professor Avery, l'actor britànic fa gala d'un ampli i ajustat registre d'actituds intolerants, excèntriques i desmesurades. El relat és amarg, reflecteix un mediocre àmbit de vida i algunes de les seqüències són punyents. En el seu progressiu desfermament dramàtic, la plàcida i ordenada vida de la família Avery es transforma en un infern de desassossec i paranoia. És llavors quan Nicholas Ray assenyala i accentua uns nous codis de desfeta parentiva, social i moral amb els quals dimensiona la història més enllà de les parets del transformat i aïllat professor Avery i dels seus, sorgint de forma molt innovadora -per a una pel·lícula de l'any 1956- els temes de la drogoaddicció i la destrucció del nucli familiar. Però, de manera més aviat poc coherent amb els plantejaments de la crònica, el desenllaç esdevé inadequat, ja que produeix l'apaivagament dels caràcters subversius i la negació de la tragèdia anunciada. És, potser, l'únic aspecte decebedor d'aquesta punyent i molt notable proposta, furgadora radiografia de la classe mitjana estatunidenca del seu temps. El film va fer figa als cinemes.

## Frases cèlebres
| « | "És una pena que no em casés amb algú que fos el meu igual intel·lectual." (Ed Avery parlant de la seua muller) | » |

| « | "La infantesa és una malaltia congènita i el propòsit de l'educació és guarir-la. Estem criant una raça de nans morals." (Ed Avery) | » |

| « | "Serà difícil per a ambdós. Intenta entendre que no puc continuar ací. És un nou projecte. No podria fer justícia en l'estret marc de la llar. La muller d'un home, la dona que espera estimar la resta de la seua vida. De sobte, un matí, ets lliure, has escapat. Tot ha canviat. El destí s'ha imposat en el moment crucial, en el moment just." (James Mason com a Ed Avery) | » |

## Curiositats
- Marilyn Monroe (amiga de Nicholas Ray i que estava rodant Bus Stop en un estudi contigu de la 20th Century Fox) va tindre una breu aparició en aquest film com a infermera en una seqüència d'hospital. Malauradament, la seua escena fou finalment suprimida perquè la 20th Century Fox va pensar que Monroe empraria aquest cameo com la segona pel·lícula que ella estava obligada a rodar per la companyia en virtut del seu contracte.
- En la seua primera classe als estudiants després d'haver estat donat d'alta, Ed Avery parla de Juli Cèsar. Curiosament, James Mason va aparèixer, abans del rodatge d'aquest film, en la pel·lícula Juli Cèsar de l'any 1953.[3]
- Segons un article de la revista Newsweek de juliol del 1956, la companyia farmacèutica que produïa cortisona va expressar la seua preocupació pel possible efecte que la imatge negativa d'aquesta hormona a la pel·lícula podia exercir sobre l'opinió pública.[4]